# Xanthorhoe albodivisaria
Xanthorhoe albodivisaria är en fjärilsart som beskrevs av Aurivillius 1910. Xanthorhoe albodivisaria ingår i släktet Xanthorhoe och familjen mätare. Inga underarter finns listade i Catalogue of Life.